# Українка (Сакмарський район)
Украї́нка (рос. Украинка) — село у складі Сакмарського району Оренбурзької області, Росія.

## Населення
Населення — 599 осіб (2010; 560 у 2002).
Національний склад (станом на 2002 рік):
- росіяни — 53 %
- українці — 31 %